# Prometheus-díj
A Prometheus-díj a nemzeti fejlesztési miniszter által alapított díj, amely a villamosenergia-, a gáz- és olajipar, a bányászat, az atomenergia, a hőszolgáltatás biztonsága, szabályozása, fejlesztése, valamint üzemeltetése érdekében végzett kimagasló tevékenység, továbbá életmű elismeréséért adományozható. Évente legfeljebb 10 díj adományozható. A díj díszdobozban elhelyezett, ezüstből készült, „proof” kivitelű ezüstérem, átmérője 42,5 mm, vastagsága 3 mm. Előlapján a díj névadójának stilizált képe, mellette két oldalon tölgy- és babérág látható, amelyben a díj elnevezése szerepel. Hátoldalán „A NEMZETI FEJLESZTÉSI MINISZTERTŐL” felirat helyezkedik el, felette egy körben Magyarország egymást keresztező tölgy- és babérággal övezett címere, alatta a díjazott nevének és az adományozás évszámának gravírozására alkalmas síkfelület található. A díj a március 15-i és az október 23-i nemzeti ünnep, valamint az augusztus 20-i állami ünnep alkalmából adományozható.
2019-től az innovációs és technológiai miniszter adja át a díjat.

## Díjazottak

### 2012
Boza István, a Mátrai Erőmű Zrt. osztályvezetője, a magyar villamos energia rendszer környezetvédelmi megújulása során nyújtott kimagasló teljesítményének és szakmai tevékenységének elismeréseként,
Horvát Imre, az Égáz-Dégáz Földgázelosztó Zrt., nyugalmazott szombathelyi kirendelés vezetője, a magyar gázipar területén nyújtott kimagasló tevékenységének, szakmai életútjának elismeréseként,
Janes Zsolt, a Mátrai Erőmű Zrt., Erőmű Karbantartási Főosztály igazgatója, a magyar villamos energia rendszer környezetvédelmi megújulása során nyújtott kimagasló teljesítményének és szakmai tevékenységének elismeréseként.

### 2014
A magyar földgázelosztás területén végzett kimagasló teljesítményének, valamint szakmai életútjának elismeréseként
Blazsovszky Lászlónak, a Csepeli Erőmű Kft. nyugalmazott gázdivízió vezetőjének;
A bányászati szakigazgatás területén végzett kiemelkedő szakmai tevékenységének elismeréseként
Kertész Lászlónak, a Magyar Bányászati és Földtani Hivatal, Veszprémi Bányakapitányság osztályvezetőjének;
A hazai szénhidrogén ellátása érdekében végzett kiemelkedő szakmai tevékenységének elismeréseként
Szakál Tamásnak, a MOL Nyrt. kutatás-termelés igazgatójának;
A hazai gázipar területén végzett kiemelkedő szakmai tevékenységének elismeréseként
Pókos Zoltán Tamásnak, a FŐGÁZ Földgázelosztási Kft. hálózatgazdálkodási igazgatójának.

### 2017
A hazai atomenergia biztonságának szabályozása, fejlesztése, valamint üzemeltetése területén végzett kiemelkedő szakmai tevékenysége elismeréseként,
1. Géri Károlynak, a MVM Paksi Atomerőmű Zrt. Turbina Osztály vezetőjének, 
A hazai radioaktív hulladékok biztonságának kezelése és őrzése területén végzett kiemelkedő szakmai tevékenysége, illetve életpályája elismeréseként,
2. Kaszás Sándornak, a Radioaktív Hulladékokat Kezelő Kft. Rendészeti Önálló Osztály vezetőjének, 
A hazai bányászati szakigazgatás területén végzett több évtizedes kiemelkedő szakmai tevékenysége elismeréseként,
3. Dr. Kovács Lajosnak, a Magyar Bányászati és Földtani Szolgálat főosztályvezetőjének, 
A hazai villamosenergia-ipar üzemeltetése és karbantartása területén végzett kiemelkedő szakmai tevékenysége elismeréseként,
4. Nagy Istvánnak, a DÉMÁSZ Hálózati Elosztó Kft. körzetszerelőjének, 
A hazai villamosenergia-ipar fejlesztése, üzemeltetése és karbantartása területén végzett kiemelkedő szakmai tevékenysége elismeréseként,
5. Pipicz Mihálynak, a DÉMÁSZ Hálózati Elosztó Kft. hálózatmenedzsment osztályvezetőjének.

### 2023
Fazekas László, az MVM Zrt. gazdasági vezérigazgató-helyettese kiemelkedő szakmai tevékenysége elismeréseként